# Isola di Haixinsha (distretto di Tianhe)
L'Isola di Haixinsha (in cinese Chinese 海心沙) è un'isola nel distretto di Tianhe, Guangzhou, Guangdong, in Cina. Si trova a sud di Zhujiang New Town, Quartiere Centrale degli Affari (CBD) di recente sviluppo della città, a nord di Canton Tower e a est di Ersha Island.
L'isola era utilizzata come presidio e deposito dell'Esercito popolare di liberazione fino a quando il governo locale ha deciso che doveva essere riqualificata e usata come luogo per le cerimonie di apertura e di chiusura dei Giochi asiatici del 2010. L'isola si trova anche in un punto strategico del nuovo centro della città, delimitata a nord dal nuovo CBD e a sud dal fiume Pearl. Oltre a destinare un'area di terreno per scopi militari, il governo locale avrebbe pagato un altro miliardo di ¥ per acquistare il territorio dell'isola. Per la cerimonia di apertura all'estremità occidentale è stata edificata una tribuna con 35.000 posti a sedere su tre livelli a novembre del 2010. Altre infrastrutture includono una stazione apm e un grande complesso sotterraneo collegato direttamente al CBD.
Il futuro dell'isola attualmente è oggetto di accesi dibattiti. Quando è iniziata l'edificazione, il governo aveva dichiarato che dopo i Giochi asiatici l'area sarebbe stata utilizzata come piazza pubblica. Tuttavia, subito dopo la fine dei giochi, tutta l'isola è stata trasformata in un parco dei Giochi Asiatici, che richiedeva un ingresso a pagamento. Benché il parco attirasse principalmente turisti, il costo dell'ingresso ha avuto ripercussioni su coloro che utilizzavano la stazione della metropolitana poiché tutte le entrate e le uscite della stazione si trovavano all'interno del parco. Ciò ha scatenato una protesta pubblica e l'ingresso a pagamento è stato alla fine abolito nel settembre del 2012. Inoltre, la tribuna doveva essere una struttura temporanea che sarebbe stata demolita alla fine. Ma nel 2012 è stato riferito che una società immobiliare locale stava pianificando di trasformarla in un hotel di lusso con la piscina sul tetto.

## Trasporto
- Stazione Haixinsha, una stazione sulla linea APM della metropolitana di Guangzhou.